# Obviously
Obviously è un singolo del gruppo musicale britannico McFly, pubblicato nel 2004 ed estratto dal loro primo album in studio Room on the 3rd Floor.

## Tracce
- CD 1 (UK)

1. Obviously – 3:17
2. Get Over You – 1:44

- CD 2 (UK)

1. Obviously – 3:17
2. Help! – 2:20
3. Obviously (Remix) – 3:03
4. Interview (Part 1) – 7:05
5. Obviously (Video) – 3:17

## Classifiche
| Classifica (2004) | Posizione raggiunta |
| ----------------- | ------------------- |
| Regno Unito       | 1                   |